# Sidi Mohamed Lahmar
Sidi Mohamed Lahmar  (in arabo سيدي محمد لحمر‎?) è un centro abitato e comune rurale del Marocco situato nella provincia di Kénitra, regione di Rabat-Salé-Kénitra. Conta una popolazione di 42 637 abitanti (censimento 2014).